# 金沢市立玉川図書館
金沢市立玉川図書館（かなざわしりつたまがわとしょかん、英: Kanazawa City Tamagawa Library）は、石川県金沢市玉川町にある金沢市立の公共図書館である。

## 概要
本館は1978年竣工。設計は谷口・五井設計共同体で、谷口吉郎が総合監修、その息子の谷口吉生が設計を担当している。旧専売公社金沢工場の建物に現代建築を融合させた建物が特色。別館として近世史料館を併設する。谷口吉郎・吉生父子の共同作品はこの建物が最初で最後である。
玉川図書館別館（近世史料館、旧専売公社工場）は、旧石川県庁舎や国会議事堂などの設計を手掛けた矢橋賢吉の設計によるものと推定されている。1996年に登録有形文化財に登録されている。
玉川図書館の分館として城北分館がある。
また、2008年11月には隣接地に絵本などを扱う金沢市立玉川こども図書館（かなざわしりつたまがわこどもとしょかん）を開設した。金沢市図書館としては3番目の本館で、石川県内における児童向けの図書館は、小松市の小松市立空とこども絵本館に次いで2館目となる。玉川こども図書館は、建て替えにより2022年4月にリニューアルオープンした。
2019年に金沢市玉川図書館・近世史料館はDOCOMOMO JAPAN選定 日本におけるモダン・ムーブメントの建築に認定されている。
金沢市は、市公共建築物のうち建築的価値の高いものについて現代建築文化のレガシーを保存継承していく施策を進めている。対象建築物の中に、玉川図書館などの現存する図書館建物も選定されており、玉川図書館では1978年に竣工した当時の本来の意匠を復元するため、実施設計を経て改修が行われる見込みである。その一環として、2階の資料室を1階に移して開架図書のスペースを1階に集約し、また、トイレのバリアフリー化も進めることとしている。

## 沿革
（出典：）
- 1930年（昭和05年）7月10日 - 大礼記念金沢市立図書館[注釈 8]として大手町で開館。
- 1948年（昭和23年）8月2日 - 大礼記念金沢市立図書館を金沢市立図書館と改称。
- 1979年（昭和54年）4月6日 - 玉川町（現在地）に移転、開館。別館に古文書館を併設。
- 1981年（昭和56年）5月5日 - 城北児童会館内に金沢市立図書館城北分館を開館[注釈 9]。
- 1995年（平成07年）4月1日 - 金沢市立泉野図書館の開館に伴い、金沢市立図書館を金沢市立玉川図書館と改称。
- 1996年（平成08年）12月26日 - 別館（旧専売公社C-1号工場）が文化財登録原簿に登載。登録年月日：同年12月20日[10]。
- 1999年（平成11年）11月16日 - 別館を改修して近世史料館[注釈 6]として開館。
- 2008年（平成20年）11月8日 - 玉川図書館隣接地に金沢市立玉川こども図書館が開館。

## 所在地
金沢市立玉川図書館
〒920-0863 金沢市玉川町2番20号
金沢市立玉川こども図書館
〒920-0863 金沢市玉川町2番2号
金沢市立玉川図書館城北分館
〒920-0811 金沢市小坂町西8番地11

## 開館時間・休館日

### 開館時間
玉川図書館
- 火曜日 - 金曜日 ：10:00 - 19:00
- 土曜・日曜・祝日 ：10:00 - 17:00

玉川こども図書館
- 10:00 - 17:00

城北分館
- 9:30 - 18:00

### 休館日
玉川図書館・玉川こども図書館
- 月曜日（祝日にあたる場合は開館）、特別整理期間、年末年始

城北分館
- 月曜日・祝日（こどもの日を除く）

## 近世史料館
玉川図書館の分館として、前田氏・前田育徳会などから寄贈を受けた10万点あまりの近世史料（「加越能文庫」など）の保存、修復を行う。保存されている史料は閲覧（原本）または複写（マイクロフィルムなど）が可能。

## 交通
- 最寄バス停は金沢ふらっとバス長町ルートの「玉川図書館」もしくは「こども図書館」であるが、金沢駅からの直通運行はない（途中で乗継が必要）。
- 北陸新幹線・IRいしかわ鉄道線金沢駅からの場合、北陸鉄道バスもしくは西日本JRバス香林坊方面行きに乗車し、「南町・尾山神社」バス停で下車。徒歩5～7分ほど。